# Persatuan Sepakbola Surabaya
Il Persatuan Sepakbola Surabaya, meglio noto come Persebaya Surabaya o Persebaya 1927, è una società di calcio indonesiana, con sede a Surabaya.

## Storia
Il Persebaya venne fondato il 9 giugno 1927, quando l'Indonesia era ancora colonia olandese con il nome di Indie orientali olandesi.
Il Persebaya ha vinto quattro edizioni della Perserikatan e, si è aggiudicata il suo primo campionato indonesiano di calcio nel 1997. La seconda affermazione in campionato è avvenuta nel 2004.
Il 1º ottobre 2022 dopo la vittoria esterna contro i rivali dell'Arema, i tifosi locali hanno invaso il campo dello stadio Kanjuruhan di Malang. La successiva reazione delle forze di polizia locale, che hanno utilizzato anche gas lacrimogeni, ha provocato una fuga generale del pubblico, nella quale sono morte almeno 180 persone.

## Palmarès

### Competizioni nazionali
- Campionato indonesiano di calcio: 2

1997, 2004
- Perserikatan: 6

1941, 1950, 1951, 1952, 1978, 1988
- Liga Primer Indonesia: 1

2011

### Altri piazzamenti
- Campionato indonesiano di calcio:

Secondo posto: 1998-1999, 2019
- Coppa dell'Indonesia:

Semifinalista: 2012
- Indonesian Premier League:

Secondo posto: 2011-2012